# Мерт і Мозель
Мерт і Мозе́ль (фр. Meurthe-et-Moselle) — департамент на північному сході Франції, один з департаментів регіону Гранд-Ест. Порядковий номер 54. Адміністративний центр — Нансі. Населення 713,8 тис. (28-е місце серед департаментів, дані 1999 року).

## Географія
Площа території 5 246 км². Через департамент протікають річки Мерт, Мозель, Ш'єр і Везуз. Департамент включає 4 округи, 44 кантони і 594 комуни.

## Історія
Мерт і Мозель був утворений в 1871 р. після франко-прусської війни. До нього увійшли території, що залишилися у складі Франції від колишніх департаментів Мерт і Мозель (два з 83 департаментів, утворених під час Великої французької революції в березні 1790 р.).
Назва департаменту походить від річок Мерт та Мозель.